# 鈴木秀夫 (官僚)

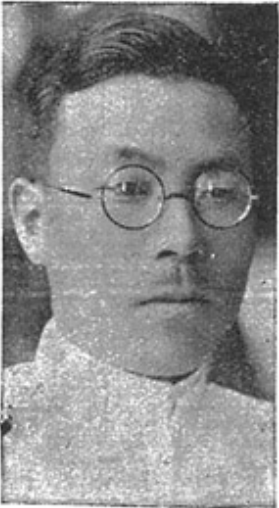
鈴木秀夫

鈴木 秀夫（すずき ひでお、1898年（明治31年）7月4日 - 1986年（昭和61年）9月17日）は、昭和時代前期の台湾総督府官僚。弁護士。

## 経歴・人物
愛知県蒲郡市出身（北海道札幌生まれ）。鈴木又治郎の長男。1912年（明治44）4月愛知県立第四中学校（現愛知県立時習館高等学校）入学。1913年（大正2年）鹿児島県立第二鹿児島中学校（現鹿児島県立甲南高等学校）へ転校し、1917年（大正6年）3月卒業。1917年（大正6年）9月第一高等学校入学、1920年（大正9年）6月卒業。1920年（大正9年）9月東京帝国大学法学部英法科に入学し、在学中の1922年（大正11年）11月高等試験行政科に合格。1923年（大正12年）3月に東京帝国大学法学部を卒業し、4月5日に台湾総督府属に任ぜられ財務局勤務となる。
ついで専売局兼任事務官庶務課勤務、1924年（大正13年）地方理事官に進み、台北州淡水郡守に任ぜられ、1926年（大正15年）警察官及司獄官練習所教官兼台湾総督府事務官警務課勤務に転じた。さらに台北州教育課長、新竹州警務部長、府事務官理蕃課長、保安課勤務兼理蕃課長、台北州内務部長、内務局地方課長を経て、1942年（昭和17年）7月、新竹州知事に就任した。翌年の1943年（昭和18年）3月に退官し、台湾住宅営団理事長に就任した。

## 親族
- 妻：美代（台湾総督府技師・速水和彦の妹）[6]